# La Kim Phụng
La Kim Phụng (sinh năm 1970 tại Sài Gòn) là một siêu mẫu Việt Nam. Cô là một trong những tên tuổi hàng đầu của thời trang Việt Nam vào đầu thập niên 1990. Cô được mệnh danh là siêu mẫu đầu tiên của Việt Nam.

## Giải thưởng
- Gương mặt người mẫu khả ái Báo Lao Động lần đầu tiên (1990)[4]